# Jindřich Svoboda
Jindřich Svoboda (Adamov, 14 de setembro de 1952) é um ex-futebolista profissional tcheco que atuava como defensor, campeão olímpico em Moscou 1980

## Carreira
Jindřich Svoboda representou o seu país nos Jogos Olímpicos de Verão de 1980, conquistando a medalha de ouro.